# Lis afgański
Lis afgański (Vulpes cana) – gatunek drapieżnego ssaka z rodziny psowatych.

## Występowanie
Afganistan, Egipt, Oman, Arabia Saudyjska, Tadżykistan, Uzbekistan, Turkmenistan, północno-wschodni Iran, Jemen, Pakistan i Izrael.

## Charakterystyka ogólna
Mały lis o wydłużonej sylwetce. Futro bure, z ciemniejszym grzbietem, jaśniejsze na brzuchu, poza populacjami izraelskimi, u których brzuch też jest bury. Koniec puszystego ogona ciemniejszy. Uszy długie. Zwierzę ruchami przypomina kota.

## Wymiary
długość ciała z głową, bez ogonaok. 50 cm
długość ogonaok. 30 cm
wysokośćok. 30 cm
masa ciała1-1,5 kg

## Pokarm
Jest prawdopodobnie oportunistą pokarmowym. Najczęściej żywi się szarańczą i owocami np. melonami.

## Rozród
Biologia tych zwierząt jest słabo poznana, właściwie dokładniejsze informacje pochodzą wyłącznie od populacji izraelskich. Ciąża trwa 50-60 dni, w miocie najczęściej 1-3 młodych; młode ssą do 8 tygodnia, dojrzałość osiągają w wieku 8-12 miesięcy. Lis afgański dożywa 5 lat.

## Tryb życia
Aktywny w nocy, wiedzie samotniczy tryb życia. Jest zwierzęciem ufnym, dlatego łatwo wpada w zastawiane nań pułapki. W pary kojarzy się na przełomie grudnia i stycznia.

## Siedlisko
Zamieszkuje górzyste obszary, do wysokości 2 tys. m n.p.m.

## Status
Lis afgański ma piękne futro, dlatego jest obiektem polowań. Jest zwierzęciem rzadkim, poza Izraelem, gdzie jest objęty ochroną gatunkową. Występuje w następujących parkach narodowych Izraela: Ein Gedi National Park (2 osobniki/km² i Elat Mountains National Park (0,5 osobnika/km²).
Szacuje się, że cała populacja na pustyni Negew wynosi 1 tys. osobników.